# 136-я стрелковая дивизия (1-го формирования)
136-я стрелковая дивизия — стрелковое соединение РККА Вооружённых Сил СССР, принимавшее участие в Советско-финской и Великой Отечественной войнах.
Полное действительное наименование формирования — 136-я ордена Ленина стрелковая дивизия.

## История
Дивизия сформирована в Горьком (МВО) как 136-я стрелковая дивизия в сентябре 1939 года (7.09.1939). Участвовала в советско-финляндской войне 1939—1940.
В октябре перебазировалась в район Псков—Остров к границе с Прибалтикой. 20.10—13.11.1939 входила в состав 8-й армии. 6.12.1939, находясь на прибалтийской границе, получила приказ об отправке на фронт. 10.12.1939 часть дивизии приняла участие в боях под Пелтола. 12.12.1939 вошла в состав 7-й армии и 18—19.12 поддерживала её правый фланг. 25.12 дивизия вошла в состав 13-й армии и передвинулась в Ойнала. 24.01.1940 передана в состав 15-го стрелкового корпуса. 26—31.01 действовала как отдельная дивизия. 30.01—13.03 находилась в составе 23-го стрелкового корпуса. 11—14.02 вела бои в районе Кююреля, 13.02 в Ойнала, 15.02 в Олккола, 20—22.02 в Муолаа, 21—22.02 в Илвесе, 23.02 в Муолайстенлахти, 25—27.02 в Ирьенахо, 6-11.03 в Ребола.
За образцовое выполнение боевых заданий награждена орденом Ленина (7 апреля 1940).
18—25.04.1940 погружена в воинские поезда и отправлена в Закавказский военный округ.
К началу Великой Отечественной войны стрелковая дивизия, имея в своём составе управление, 387-й, 541-й, 733-й стрелковые, 291-й лёгкий артиллерийский, 370-й гаубичный артиллерийский полки и др. части, дислоцировалась в Ленинакане на границе с Турцией. 2 сентября 1941 года поступил приказ грузиться в воинские поезда и совершить марш Закавказье — Ростов-на-Дону. Далее был район разгрузки под Мелитополем. 136-я стрелковая дивизия заняла позиции в районе сёл Малые и Большие Белозёрки. Против неё был сосредоточен 1-й горнострелковый корпус румын и до двух немецких пехотных дивизий. Впервые дивизия в бой вступила 28 сентября 1941 в составе 18-й армии Южного фронта в районе села Малая Белозёрка (60 км сев.-зап. г. Мелитополь).
В боях у села Дьяково Луганской области совершил свой подвиг младший политрук 2-й стрелковой роты 733 сп 136 сд Хусен Андрухаев. Из наградного листа:

«8 ноября 41 г. …Дьяково на 2 стр. роту наступало более 2 рот пехоты противника. Три атаки немцев мужественно отбил со своей ротой политрук Андрухаев. Противник бросил новые силы, коварная пуля врага пробила щеку Андрухаеву, который не бросил оружие и продолжал мужественно держаться и разил фашистов. Три раза преимущественные силы противника окружили политрука Андрухаева, патроны вышли все, отстреливаться было нечем. Не теряясь, хладнокровно политрук Андрухаев взял в обе руки противотанковые гранаты подпустив на 4 метра противника и с криком „Возьмите гады“ подорвал и себя и подбежавших фашистов.

За проявленные мужество, героизм и отвагу политрук Андрухаев предоставляется к высшей Правительственной награде Ордену Ленина с присвоением звания Героя Советского Союза».
В октябре—декабре участвовала в Донбасской оборонительной и Ростовской наступательной операциях. За три месяца непрерывных боёв с 28 сентября по 31 декабря 1941 года части дивизии разбили 2-ю пехотную бригаду 1-го горнострелкового корпуса румын, 1-ю горнопехотную дивизию немцев, нанесли большие потери мехдивизии СС «Викинг», итальянской дивизии, 1-й мотодивизии, 14-й и 16-й танковым дивизиям 1-й немецкой танковой армии генерала фон Клейста. Было уничтожено до 13 тысяч вражеских солдат и офицеров, 400 автомашин, более 200 танков, сбито три самолёта; пленено до 500 румын и столько же итальянцев, ещё больше немцев и словаков, захвачено 56 орудий, более двух тысяч пулемётов и много других трофеев.
За образцовое выполнение боевых задач, мужество и героизм, организованность и высокую дисциплину личного состава удостоена почётного звания «Гвардейская», получило новый войсковой № 15 и преобразована в 15-ю гвардейскую стрелковую дивизию (16 февраля 1942 года).

## Состав
- управление
- 387-й стрелковый полк (командир — Коноков Виктор Фёдорович),
- 541-й стрелковый полк (командир — подполковник Назаров Александр Сергеевич)
- 733-й стрелковый полк (командир — полковник Таванцев Александр Игнатьевич, с 1942 участник РОА генерала Власова)
- 291-й лёгкий артиллерийский полк,
- 370-й гаубичный артиллерийский полк (до 20.10.1941 г.),
- 75-й танковый батальон (до 11.10.1941 г.),
- 259-й отдельный истребительно-противотанковый дивизион,
- 431-я зенитная артиллерийская батарея (159-й отдельный зенитный артиллерийский дивизион),
- 194-й разведывательный батальон,
- 216-й сапёрный батальон,
- 294-й отдельный батальон связи,
- 203-й медико-санитарный батальон,
- 284-я отдельная рота химзащиты,
- 220-я автотранспортная рота,
- 219-я полевая хлебопекарня,
- 8-я дивизионная артиллерийская мастерская,
- 231-я походная ремонтная мастерская,
- 112-я полевая почтовая станция,
- 368-я полевая касса Госбанка.

## Боевой период
с 20.9.1941 г. по 16.2.1942 г.

## В составе
- 20 октября — 13 ноября 1939 года входила в состав 8-й армии.
- 12 декабря 1939 года вошла в состав 7-й армии
- 25 декабря дивизия включена в состав 13-й армии
- 24 января 1940 года передана в состав 15-го стрелкового корпуса
- 26—31 января действовала как отдельная дивизия.
- 30 января — 13 марта находилась в составе 23-го стрелкового корпуса (Закавказский ВО)
- на 1 августа 1941 — 45-я армия (Закавказский ВО)
- на 1 октября 1941 — Южный фронт (фронтовое подчинение)
- на 1 ноября 1941 — 9-я армия (Южный фронт)
- с 1 декабря 1941 — 18-я армия (Южный фронт)

## Награды и наименования
- 7 апреля 1940 года —  Орден Ленина — награждена указом Президиума Верховного Совета СССР за образцовое выполнение боевых заданий командования на фронте борьбы с финской белогвардейщиной и проявленные при этом доблесть и мужество.[1]

## Награды частей дивизии
- 291-й лёгкий артиллерийский Краснознамённый[1] полк

## Командование

### Командиры дивизии
- Черняк, Степан Иванович (14.08.1939 — ?.04.1940), комбриг Герой Советского Союза
- Оборин, Степан Ильич (?.05.1940 — ?.03.1941), полковник, генерал-майор
- Андреев, Анатолий Иосифович (25.03.1941 — 14.09.1941), генерал-майор
- Василенко, Емельян Иванович (15.09.1941 — 10.01.1942), подполковник, с декабря 1941 полковник
- Раевский, Николай Порфирьевич (11.01.1942 — 16.02.1942), полковник

### Начальники штаба
- Корчиков, Глеб Николаевич (?.08.1939 — ?.07.1940)

### Заместители командира
- Корчиков, Глеб Николаевич (?.09.1940 — ?.06.1941)

## Отличившиеся воины дивизии
- 815 её воинов награждены орденами и медалями, а 14 присвоено звание Герой Советского Союза.
- Андрухаев, Хусен Борежевич младший политрук 2 стрелковой роты 733 стрелкового полка.
- Бекетов, Михаил Иванович, младший лейтенант, командир стрелковой роты 733 стрелкового полка.
- Емельянов, Виктор Васильевич, красноармеец, орудийный номер 387 стрелкового полка.
- Комаров, Николай Николаевич, лейтенант, командир роты 541 стрелковый полк.
- Младенцев, Семён Иванович, майор, командир 387 стрелкового полка.
- Овчинников, Василий Фёдорович, политрук, политический руководитель роты 387 стрелковый полк. Пропал без вести в сентябре 1941 года.
- Олейников, Павел Романович, младший командир, командир отделения 541 стрелкового полка. Погиб в бою 18 февраля 1945 года.
- Петрушин, Иван Антонович, заместитель политрука, политический руководитель роты 541 стрелкового полка. Звание присвоено посмертно.
- Сироткин, Анатолий Петрович, младший лейтенант, командир взвода 387 стрелкового полка.
- Строганов, Дмитрий Евгеньевич, старший лейтенант, командир батареи 291 лёгкий артиллерийского полка.
- Толмачёв, Николай Павлович, лейтенант, командир батареи 291 лёгкого артиллерийского полка.
- Федорок, Иван Степанович командир стрелкового отделения 733 стрелкового полка.
- Черняк, Степан Иванович, комдив, командир дивизии.
- Якушенко, Иван Фёдорович, политрук, политический руководитель роты 733 стрелкового полка. Попал без вести в августе 1942 года.

## Марш дивизии
Написал красноармеец Александр Хазин:
По дорогам, по широким
Мы со славою прошли,
От Карелии далекой,
От украинской земли.
Помнят горы и долины,
помнят снежные холмы,
Как бежали белофинны,
как фашистов били мы.
Как от боя и до боя,
через бури и снега
беззаветные герои
шли в атаку на врага.
О высокой их отваге,
память Родина хранит,
ведь на нашем красном стяге
орден Ленина горит!